# کیریل سربرنیکوف
کیریل سمینوویچ سربرنیکوف (به روسی: Кирилл Семёнович Серебренников)؛ زادهٔ (۷ سپتامبر ۱۹۶۹) کارگردان اهل کشور روسیه است.

## فیلم‌شناسی
- خیانت (۲۰۱۲)
- تابستان (۲۰۱۸)
- تب پتروف (۲۰۲۱)
- همسر چایکوفسکی (۲۰۲۲)
- لیمونوف: تصنیف (۲۰۲۴)